# Остання станція
«Остання станція» (ісп. La última estación) — фільм відзнятий режисером Кристіаном Сото і Каталіни Верґара. Фільм — учасник міжнародного кінофестивалю Docudays UA.

## Сюжет
Документальний фільм про літніх людей, що мешкають у будинках для престарілих. Під пильним оком камери у фільмі вимальовується портрет, складений із побуту та миттєвостей життя старих людей, які очікують кінця в атмосфері самотності та забутості. Родинам цих одиноких людей вже немає ніякого діла до них. Родичі тут з'являються лише з причини смерті старих… Ці будинки, де плин часу неймовірно сповільнюється, символізують собою кінцеву зупинку в житті перед неминучою мандрівкою у вічність.